# Archimedes-Palimpsest

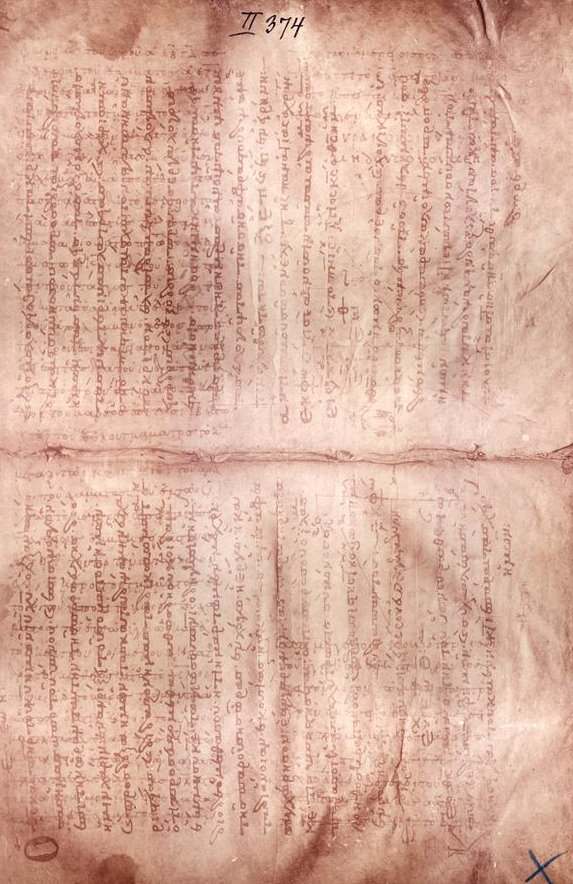
Eine typische Seite aus dem Archimedes-Palimpsest. Der Text des Gebetbuchs verläuft von oben nach unten, das ursprüngliche Archimedes-Manuskript als blasser Text von links nach rechts.

Der Archimedes-Palimpsest ist ein pergamentener Palimpsest-Kodex, der ursprünglich eine aus dem 10. Jahrhundert stammende byzantinisch-griechische Kopie einer ansonsten nicht erhaltenen Arbeit von Archimedes und anderen Autoren war. 
Er wurde von Mönchen im 13. Jahrhundert mit einem christlichen Text, einem byzantinischen Euchologion, überschrieben. Die Löschung war jedoch unvollständig, so dass Archimedes’ Text nach wissenschaftlichen Untersuchungen, die von 1998 bis 2008 unter Verwendung von Methoden der digitalen Bildverarbeitung mit Ultraviolett-, Infrarot-, sichtbarem und Streiflicht sowie Röntgenstrahlen durchgeführt wurden, lesbar gemacht werden konnte.
Der Palimpsest ist die einzige bekannte Kopie des Stomachion und der Methodenlehre und enthält die einzige bekannte griechische Kopie von Über schwimmende Körper. Es ist das älteste existierende Manuskript mit Texten von Archimedes in griechischer Sprache, etwa 400 Jahre älter als die beiden anderen bekannten (und verschollenen) Handschriften Kodex A und Kodex B; in einer Reihe mit diesen wird er auch als Kodex C bezeichnet.

## Geschichte

### Antike und frühes Mittelalter
Archimedes (um 287 v. Chr. – 212 v. Chr.) schrieb in dorischem Griechisch. Seine Arbeiten versandte er als Briefe und Schriftrollen auf Papyrus, seine Methodenlehre z. B. an Eratosthenes von Kyrene, der seit 235 v. Chr. die Bibliothek von Alexandria leitete; Heron von Alexandria († nach 62) zitiert aus dem Brief in seiner Metrica.
Eutokios von Askalon schrieb in der ersten Hälfte des 6. Jahrhunderts Kommentare zu einigen von Archimedes’ Werken (Über Kugel und Zylinder, Die Kreismessung und Über das Gleichgewicht ebener Flächen), hatte dabei aber bereits Probleme, an die Texte heranzukommen. Isidor von Milet (442–537), der Architekt der Hagia Sophia, ließ im byzantinisches Griechisch sprechenden Konstantinopel die Werke von Archimedes erstmals zusammenstellen, denen er die Kommentare des Eutokios beifügen wollte.
Der Kodex C wurde – der Schrift nach zu urteilen – im dritten Viertel des 10. Jahrhunderts geschrieben, fast sicher in Konstantinopel. Er enthielt Über das Gleichgewicht ebener Flächen (heute nur noch das Ende davon), die Methodenlehre, Über Spiralen, Über Kugel und Zylinder, Die Kreismessung und das Stomachion (davon heute nur noch das erste Blatt); über weitere Texte davor und dahinter ist nichts bekannt.
Das Studium der Schriften der antiken Gelehrten endete abrupt im Jahr 1204, als Konstantinopel während des Vierten Kreuzzugs geplündert wurde, die Stadt in Flammen aufging, auch die Bibliotheken niedergebrannt und viele klassische Werke dabei vernichtet wurden. Das heute als Kodex C bekannte mittelalterliche Manuskript entging der Vernichtung, entweder durch Zufall oder weil es sich zu dieser Zeit nicht mehr in Konstantinopel befand, und tauchte eine Generation später in der Gegend von Jerusalem wieder auf. Hier wurde der originale Archimedes-Kodex auseinandergenommen, abgekratzt und gewaschen, zusammen mit mindestens sechs weiteren Handschriften, darunter Werke von Hypereides; die Blätter des Pergaments wurden in der Mitte gefaltet und mit christlichen liturgischen Texten über 177 Seiten neu beschrieben: aus den älteren Blättern erhielt man so doppelt so viele Blätter des neuen Gebetbuchs. Der Ort der Umarbeitung ergibt sich daraus, dass viele der Gebete spezifisch für die Riten der Kirche von Jerusalem waren, der Zeitpunkt aus einem Eintrag auf Folio 1 verso des Gebetbuchs: 13. April 1229, der allgemein als Tag der Fertigstellung angesehen wird – einige Wochen nachdem Kaiser Friedrich II. auf seinem Kreuzzug mit dem Sultan von Ägypten den Frieden von Jaffa schloss (18. Februar 1229) und sich selbst zum König von Jerusalem krönte (18. März 1229).

### Neuzeit
Der Theologe Konstantin von Tischendorf besuchte Konstantinopel in den 1840er Jahren, und dort das Metochion des Heiligen Grabes, die Niederlassung des Griechischen Patriarchats von Jerusalem, sowie deren Bibliothek. Er war fasziniert von der griechischen Mathematik, die auf dem Palimpsest sichtbar war, das er in der Bibliothek vorfand, und brachte eine Seite davon nach Europa – diese Seite wurde 1876 aus Tischendorfs Nachlass an die Bibliothek der Universität Cambridge verkauft (C.U.L. Ms. Add. 1879.23) und 1968 von Nigel Wilson als Teil des Archimedes-Palimpsests identifiziert.
1899 stellte der griechische Forscher Athanasios Papadopoulos-Kerameus einen Katalog mit Manuskripten der Bibliothek zusammen, wobei er zum Kodex C (Ms. 355) eine Transkription einiger der teilweise sichtbaren Linien des alten Textes mit aufnahm. Papadopoulos-Kerameus fand zudem eine Anmerkung aus dem 16. Jahrhundert (die heute nicht mehr existiert), dass das Gebetbuch dem Kloster Mar Saba bei Bethlehem gehöre, dessen Bibliothek 1834 noch mehr als 1000 Manuskripte enthielt.
Als der Mathematikhistoriker Johan Heiberg die Zeilen las, stellte er sofort fest, dass sie aus Archimedes’ Arbeit Über Kugel und Zylinder stammten. Er besuchte 1906 das Metochion, studierte das Palimpsest und es bestätigte sich ihm, dass es verloren geglaubte Werke von Archimedes enthielt. Heiberg wurde gestattet, vorsichtig Fotografien der Seiten des Palimpsests zu machen, aus denen er Transkriptionen fertigte, die er zwischen 1910 und 1915 in einer Archimedes-Gesamtausgabe veröffentlichte. Thomas L. Heath übersetzte die Methodenlehre ins Englische und publizierte sie 1912 in einem Supplement zu seiner Archimedes-Ausgabe von 1897. Bis dahin war er unter Mathematikern, Physikern und Historikern kaum bekannt geworden.

### Odyssee
Noch 1920 befand sich das Manuskript in der Bibliothek des Metochion. Kurz danach, während des Griechisch-Türkischen Kriegs (1919–1922) und der Vertreibung der Griechisch sprechenden Bevölkerung aus der Türkei, verschwand es.
1932 befand sich das Palimpsest dann im Besitz des Pariser Antiquitätenhändlers Salomon Guerson.  Zwei Jahre später bot er die Handschrift zum Verkauf an, war aber mit den Geboten der Bibliothèque nationale de France und der Bodleian Library nicht zufrieden.
Nach dem Krieg befand sich der Kodex C nicht mehr im Besitz eines von den Nationalsozialisten verfolgten jüdischen Antiquitätenhändlers, sondern im Besitz von Marie Louis Sirieix, einem Geschäftsmann und Orientreisenden, der in Paris lebte. Sirieix behauptete wahrheitswidrig, das Palimpsest von einem Mönch gekauft zu haben (der nicht in jedem Fall das Recht zu dieser Transaktion hatte), konnte aber kein Dokument zu diesem Verkauf (Vertrag, Quittung) vorlegen. Das Palimpsest lagerte über Jahrzehnte hinweg in Sirieix’ Keller, wo es aufgrund von Feuchtigkeit und Schimmel Schaden nahm.
In der Zwischenzeit hatte ein Fälscher mittelalterliche religiöse Porträts der Evangelisten in Blattgold auf vier Seiten in den Kodex gebracht, um den Wert zu erhöhen, wodurch der Text ebenfalls beschädigt wurde (die Vorlagen zu den Porträts fanden sich erstmals in Henri Omonts Manuscrits Grecs de la Bibliothèque Nationale von 1929, eine der verwendeten Farben kam erst 1938 in den Handel). Diese Blattgold-Porträts löschten den darunter liegenden Text fast aus, so dass später Röntgenfluoreszenz-Verfahren an der Stanford University erforderlich waren, um sie wenigstens so wieder sichtbar zu machen.
Sirieix starb 1956, und seine Tochter versuchte ab 1970, das Manuskript unter der Hand zu verkaufen. Da ihr dies nicht gelang, wandte sie sich wegen einer Versteigerung an Christie’s, wobei sie eine juristische Auseinandersetzung wegen der Eigentumsverhältnisse in Kauf nahm. Tatsächlich wurde das Eigentum an dem Palimpsest unmittelbar vor der Versteigerung vor einem Bundesgericht in New York im Fall Greek Orthodox Patriarchate of Jerusalem v. Christie's, Inc angefochten. Der Kläger trug vor, der Palimpsest sei aus seiner Bibliothek in den 1920er Jahren gestohlen worden. Richterin Kimba Wood entschied jedoch zugunsten Christie’s aufgrund von fahrlässigem Verzug (d. h. der Kläger hatte seit den 1920er Jahren den Diebstahl nicht angezeigt), und das Palimpsest ging am 29. Oktober 1998 für 2 Millionen US-Dollar (zzgl. Provision) an einen anonymen Käufer. Verlierer bei der Auktion war die griechische Regierung, deren Kulturminister Evangelos Venizelos zur Auktion ein Konsortium griechischer Privatleute organisiert hatte.
Der Londoner Antiquar Simon Finch, der den anonymen Käufer vertrat, gab an, bei dem Käufer handele es sich um einen amerikanischen Privatmann aus der „high-tech industry“, allerdings nicht um Bill Gates. Die Aussage verweist fast sicher auf den Internet-Pionier Rick Adams, nachdem der Blogger Michael Shermer angegeben hatte, ihn auf einer Geburtstagsparty für James Randi im Haus eines Sammlers in Falls Church, Virginia gesehen zu haben, wo Adams (ein Sponsor und Schatzmeister der James Randi Educational Foundation) lebt.
Die Fotografien Heibergs schließlich waren seinerzeit (Heiberg starb 1928) vom übrigen Nachlass des Philologen getrennt worden. Beides befand sich zwar in der Königlichen Bibliothek in Kopenhagen, das eine als Heiberg-Archiv, jedoch war das andere als Ms. Phot 38 katalogisiert worden. Erst durch eine Suche im Zusammenhang mit der Untersuchung des Palimpsests wurden die Fotografien wieder aufgefunden.

## Digitalisierung und Bildbearbeitung

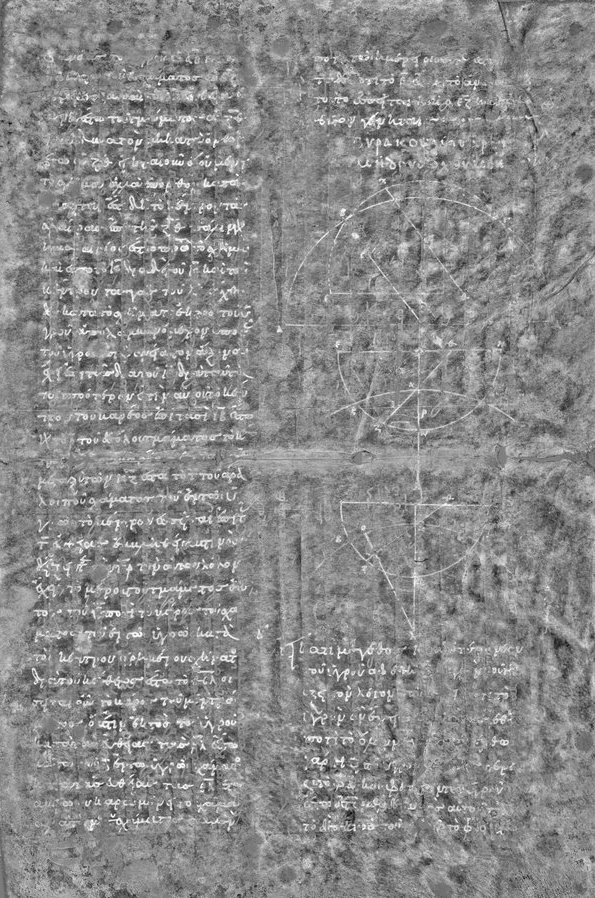
Eine Seite aus dem Palimpsest nach der Bildbearbeitung; der Text von Archimedes ist hier deutlich zu erkennen

Am 19. Januar 1999 brachte der anonyme Besitzer des Palimpsests den Kodex ins Walters Art Museum in Baltimore und stellte ihn der Wissenschaft zur Verfügung. Somit konnte der Palimpsest in den nächsten zehn Jahren (1999–2008) nach dem Schimmelbefall konserviert und intensiv untersucht werden. Geleitet wurde das Projekt von William Noel, dem Manuskript-Kurator des Walters Art Museum, die Konservierungsarbeiten führte Abigail Quandt durch, die Handschriften-Konservatorin des Museums. Dabei stellte sich schnell heraus, dass von den 177 durchnummerierten Folia drei fehlten, d. h. 174 vorhanden waren.
Die wichtigsten Projektmitarbeiter aus dem Bereich der bildgebenden Verfahren waren (in alphabetischer Reihenfolge):
- William A. Christens-Barry von der Johns Hopkins University,
- Roger L. Easton Jr. vom Rochester Institute of Technology,
- Keith Knox vom Xerox Digital Imaging Technology Center,
- Reviel Netz von der Stanford University,
- Michael B. Toth vom National Reconnaissance Office und
- Nigel Guy Wilson von Lincoln College (Oxford).

Sie durchleuchteten bis 2006 den Palimpsest in verschiedenen Spektralbändern (Ultraviolett, Infrarot und sichtbares Licht), um möglichst viel vom alten Text sichtbar zu machen und die Ergebnisse digital zu verarbeiten. 2007 wurden die Arbeiten mit 12 Spektralbändern wiederholt, zusätzlich mit Streiflicht: UV: 365 nm; Sichtbares Licht: 445, 470, 505, 530, 570, 617 und 625 nm; Infrarot: 700, 735 und 870 nm; Streiflicht: 910 and 470 nm. Auch die Fotografien Heibergs wurden digitalisiert. Reviel Netz von der Stanford University und Nigel Wilson erzeugten eine diplomatische Transkription des Textes, mit dem sie Lücken in Heibergs Ergebnissen füllen konnten.
Die irgendwann nach 1938 aufgemalten Miniaturen im byzantinischen Stil schienen den darunter liegenden alten Text unwiderruflich vernichtet zu haben. Im Mai 2005 begannen Uwe Bergmann und Bob Morton am Stanford Linear Accelerator Center in Menlo Park hochfokussierte Röntgenstrahlen einzusetzen, um die Teile des 174-seitigen Textes zu entziffern, die bislang nicht geklärt waren.
Im April 2007 wurde berichtet, dass im Palimpsest ein neuer Text gefunden wurde, ein Aristoteles-Kommentar, der Alexander von Aphrodisias zugeschrieben wird. Der Großteil dieses Textes wurde durch Anwendung der Hauptkomponentenanalyse auf die drei Farbbänder (rot, grün, blau) fluoreszierenden Lichts, das von UV-Beleuchtung erzeugt wurde, sichtbar gemacht.
Am 28. Oktober 2008 wurde das gesamte Datenmaterial einschließlich Bildern und Transkriptionen unter Creative Commons ins Netz gestellt sowie in der ursprünglichen Reihenfolge als Google Book gepostet. Ende 2011 fand im Walters Art Museum die Ausstellung Lost and Found: The Secrets of Archimedes statt. 2015 wurden Teile des Textes von Schweizer Wissenschaftlern in DNA codiert, um dessen Erhaltung sicherzustellen.

## Weitere Literatur
- Eduard Jan Dijksterhuis: Archimedes. Princeton University Press, Princeton, NJ 1987, ISBN 0-691-08421-1, S. 129–133 (englisch).
- The Method: English translation (Heiberg's 1909 transcription)
- The Greek Orthodox Patriarchate of Jerusalem v. Christies’s Inc., 1999 U.S. Dist. LEXIS 13257 (S.D. N.Y. 1999) (Memento vom 10. September 2006 im Internet Archive) (via archive.org)

## Offizielle Website
- The Digital Archimedes Palimpsest